# Igor Žužek
Igor Žužek, slovenski dramski igralec in gledališki pedagog, * 26. november 1960, † 9. november 2020.
Bil je član igralskega ansambla Slovenskega ljudskega gledališča Celje. Igral je tudi v več filmih.

## Življenjepis
Igor Žužek je odraščal in kasneje živel v Škofji Loki. Po opravljeni gimnaziji v Ljubljani se je vpisal na študij biologije na Biotehniški fakulteti Univerze v Ljubljani. Po končanem tretjem letniku se je zaposlil v banki, kjer je delal 8 let. Ves čas je bil dejaven kot amaterski igralec na Loškem odru v Škofji Loki. Leta 1992 je odšel v Moskvo na študij igralstva na GITIS-RATI, kjer je diplomiral leta 1996 in se vrnil v Slovenijo.  Od leta 1997 je bil član Slovenskega ljudskega gledališča Celje. Posnel je tudi 21 kratkih in celovečernih filmov. V amaterskih gledališčih je deloval tudi kot režiser, v gledaliških šolah v Kranju, Škofji Loki in drugje pa je deloval kot mentor.